# Belrieth
Belrieth ist eine Gemeinde im Landkreis Schmalkalden-Meiningen in Thüringen. Sie gehört der Verwaltungsgemeinschaft Dolmar-Salzbrücke an. Belrieth liegt an der Werra, die den Ort in zwei Hälften teilt.

## Geografie
Belrieth liegt inmitten des Werratales, umgeben von den beiden Städten Meiningen und Hildburghausen. Über die Bundesstraße 89 ist die Gemeinde zu erreichen.

## Geschichte
Die urkundliche Ersterwähnung des Dorfes erfolgte zwischen 802 und 817. Belrieth wurde bei der Hauptteilung der Grafschaft Henneberg im Jahr 1274 der Linie Henneberg-Hartenberg zugeteilt, es gehörte später zum Amt Schwarza, während es gerichtlich bis 1660 zur Zent Themar gehörte.
Ursprünglich befand sich der Ort nur auf der linken Werraseite. Den Anfang bildete ein Herrenhof, etwa an der Stelle, wo man heute noch das Gut findet. Eigentlich kann man von zwei Höfen sprechen, dem Herrenhof, der kriegerischen Auseinandersetzungen zum Opfer fiel, und einem jüngeren, dessen Bewirtschaftung bis 1918 dauerte. Beide waren und sind auf einem Vorsprung des jetzigen Kirchbergs existent, auf dem im Hochmittelalter und 14. Jh. eine kleine Burg stand.
Eine Quelle gibt an, dass sich die Burg als Reichslehen im Besitz der Herren von Nortenberg befand, welche das Anwesen den Hennebergern überließen. Die von 1299 bis 1359 bezeugten hennebergischen Ministerialen von Belrieth sind wohl nach der Burg benannt.
Nach der zwischen den Grafen von Henneberg-Aschach und Henneberg-Schleusingen sowie den Grafen von Schwarzburg ausgebrochenen Fehde um das Erbe der 1378 erloschenen Linie Henneberg-Hartenberg wurde Belrieth 1380 dem Grafen Hermann von Henneberg-Aschach zugesprochen. Er siedelte die Bewohner des in den Kämpfen zerstörten, einst gegenüber in einem Seitental des rechten Werragrunds gelegenen Dorfs Bitthausen am rechten Werraufer an und überließ die Burg den Einwohnern, die sie in eine Wehrkirche umwandelten. Zum Schutz gegen unruhige Zeiten begann man, befestigte Mauern um die Herrschaftshäuser zu errichten, deren innere Umwehrung heute noch größtenteils erhalten ist. Direkt an der Werra wurde ein weiträumiger Dorfplatz angelegt. Die Werra trennte nun den Ort in zwei Ortsteile, die in der einheimischen Mundart als „Hübe- und Selldorf“ bezeichnet werden. Eine 5-bogige steinerne Brücke aus dem Jahr 1578 verbindet die Ortsteile miteinander.
1532 kam Belrieth durch eine Erbteilung der Linie Henneberg-Aschach-Römhild an die Linie Henneberg-Schwarza und nach deren Aussterben im Jahr 1549 an die Linie Henneberg-Schleusingen, wodurch der Ort dem Amt Maßfeld angegliedert wurde. Ab 1500 lag der Ort als Teil Hennebergs im Fränkischen Reichskreis. 1583 starb mit der Linie Henneberg-Schleusingen das Grafenhaus komplett aus und der Ort kam unter gemeinschaftlich sächsische Verwaltung. Ab 1660 gehörte er zu Sachsen-Altenburg, ab 1672 zu Sachsen-Gotha-Altenburg und schließlich seit 1680 zum Herzogtum Sachsen-Meiningen.
Seit 1920 gehörte der Ort zum Freistaat Thüringen, seit 1952 zum Bezirk Suhl und seit 1990 wieder zu Thüringen.

## Politik

### Gemeinderat
Der Gemeinderat aus Belrieth setzt sich aus sechs Ratsfrauen und Ratsherren zusammen.
- SV 09 Belrieth 2 Sitze
- Feuerwehrverein Belrieth 2 Sitze
- BCC Belrieth 2 Sitze

(Stand: Kommunalwahl am 25. Mai 2014)

### Bürgermeister
Der ehrenamtliche Bürgermeister Dieter Antler wurde am 6. Juni 2007 gewählt.

### Wappen
Blasonierung: „Das Gemeindewappen zeigt in Gold im Schildhaupt einen fünflätzigen schwarzen Turnierkragen, darunter eine grüne ausgerissene Eiche mit roten Früchten“

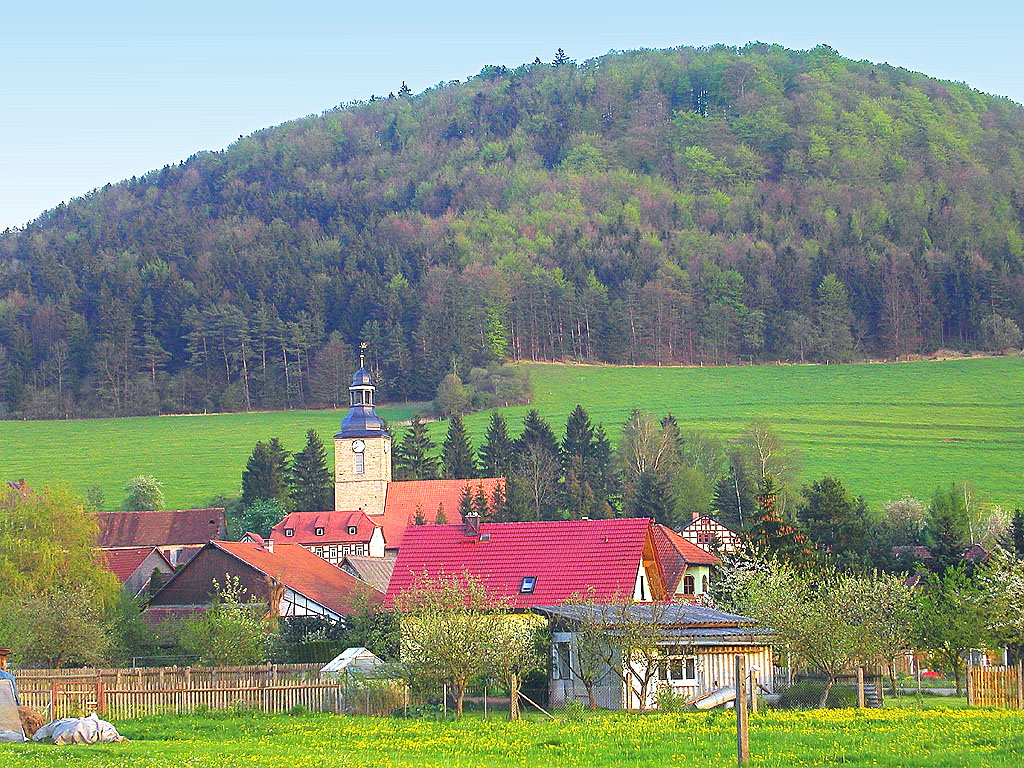
Ortsansicht 2005

## Kultur und Sehenswürdigkeiten
Kirchenburg
Die Umwandlung der Burg zur Kirchveste vollzog sich nach dem hennebergischen Erbfolgekrieg nach 1379. Man nimmt an, dass Teile der Burgkapelle in der heutigen Kirche, 1588–1614 errichtet, verwandt wurden. Einen Beweis für den Vorgängerbau könnte die bei Bauarbeiten 1992 gefundene Sakramentsnische liefern. Die befestigte Anlage erreicht man über einen Torweg.
Kellergaden
Belrieth hat einen der wenigen erhaltenen geschlossenen Kellergadenringe (Gaden bezeichnet ein Stockwerk). An der inneren Umwehrung befinden sich noch viele Kellergaden, die den Bewohnern des nördlichen Ortsteils zur Bevorratung dienten, da diese des Öfteren mit Überschwemmungen zu rechnen hatten. Zusätzlich hatten die Gaden Schutzfunktionen für die Dorfbewohner gegen räuberische Banden. Interessant sind Details wie Spolien in den Gaden, der Rest einer ornamentalen Putzstruktur an der Südseite des Kirchenschiffes, Renaissancemalereien im Inneren und ein schweres Kreuzgewölbe unter dem Torhaus.
Werrabrücke
Die fünfbogige, 52 Meter lange steinerne Brücke stammt aus dem Jahr 1578.
Fränkischer Fachwerkstil und weitere historische Gebäude
Die Wohnhäuser sind im fränkischen Fachwerkstil errichtet. Solide Handwerkskonstruktionen, heute überwiegend dem 18. und 19. Jahrhundert zuzuordnen, prägen das Dorfbild. Weiterhin erwähnenswerte Gebäude des Ortes sind die alte Schule, welche im 16. Jahrhundert entstand, das Gemeindehaus und die ehemalige Mühle.
Hofteich
Zum geschichtsträchtigen Umfeld von Belrieth zählt auch der Hofteich, welcher gerne als Wanderziel genutzt wird. Bis 1988 stand hier ein Gehöft, das einer politischen Entscheidung aus DDR-Zeiten zum Opfer fiel. Nur die große Scheune ist vor dem Verlust bewahrt worden. Sie wurde umgesetzt und ist heute im Freilandmuseum Kloster Veßra zu bewundern.

## Wirtschaft und Infrastruktur

### Verkehr
Durch Belrieth führt die Bundesstraße 89 Meiningen–Kronach und der Ort liegt unweit der Anschlussstelle Meiningen-Süd der Bundesautobahn 71.

### Wasser und Abwasser
Die Wasserver- und Abwasserentsorgung wird durch den Kommunalen Wasser- und Abwasserzweckverband Meininger Umland sichergestellt.

## Persönlichkeiten
- Friedrich Rückert (1788–1866)
Die Besuche des Dichters galten seinem Sohn Leo Rückert, der seit 1857 mit Constanze Spangenberg verheiratet war. Friedrich Rückert war sowohl bei der Hochzeitsfeier seines Sohnes als auch bei der Taufe seines ersten Enkels, bei dem er Pate war, zu Gast im Ort. Am 16. Mai 1863 feierte er dort seinen 75. Geburtstag. Sein Sohn Leo Rückert übersiedelte nach 1866 als Ökonomierat nach Meiningen.